# Ciobănesc alb elvețian
Ciobănescul alb elvețian sau Berger Blanc Suisse (în germană Weisser Schweizer Schäferhund, în italiană Pastore Svizzero Bianco) este o rasă din grupa câinilor ciobănești. Descinde din ciobăneștii albi nord-americani importați în Elveția. Ciobănescul alb descinde însuși din ciobănescul german de culoare albă.